# Centerville (Iowa)
Centerville è una città degli Stati Uniti d'America, situata nello Stato dell'Iowa, nella Contea di Appanoose, della quale è il capoluogo.